# RBC in het seizoen 1959/60
Het seizoen 1959/1960 was het zesde jaar in het bestaan van de Roosendaalse betaaldvoetbalclub RBC. De club kwam uit in de Eerste divisie B en eindigde, na een degradatiecompetitie, op de 16e plaats.

## Wedstrijdstatistieken

### Eerste divisie B
|       | AGOVV | Alkmaar '54 | D.F.C. | DHC   | De Graafschap | Eindhoven | Go Ahead | Helmondia '55 | Heracles | Hermes DVS | Leeuwarden | Limburgia | RCH   | SHS   | VSV   | ZFC   |
| ----- | ----- | ----------- | ------ | ----- | ------------- | --------- | -------- | ------------- | -------- | ---------- | ---------- | --------- | ----- | ----- | ----- | ----- |
| Thuis | 0 – 2 | 0 – 3       | 2 – 2  | 1 – 4 | 3 – 1         | 2 – 2     | 6 – 0    | 2 – 0         | 1 – 2    | 0 – 2      | 3 – 1      | 3 – 0     | 2 – 1 | 3 – 1 | 1 – 0 | 0 – 5 |
| Uit   | 5 – 2 | 2 – 0       | 2 – 0  | 3 – 0 | 2 – 1         | 3 – 4     | 4 – 1    | 0 – 0         | 1 – 0    | 2 – 0      | 2 – 0      | 3 – 0     | 3 – 3 | 4 – 3 | 2 – 0 | 3 – 0 |

### Nacompetitie voor degradatie
| Nacompetitie                                                                                   | RBC                                   | 2 – 1 (2 – 1) | RCH                                                      |
| 6 juni 1960 Plaats: Den Haag Houtrust Toeschouwers: 9.000 Scheidsrechter: Jan Bronkhorst       | Piet Bruijninckx 24' Kees Vermunt 28' |               | 18' Piet Brouwer                                         |
| Nacompetitie                                                                                   | De Graafschap                         | 2 – 3 (0 – 1) | RBC                                                      |
| 12 juni 1960 Plaats: Nijmegen Goffertstadion Toeschouwers: 5.000 Scheidsrechter: Dirk van Male | Leo Bosklopper 60' Paul Vet 86'       |               | 25' Kees Vermunt 50' Cees van Beers 82' Piet Bruijninckx |

## Statistieken RBC 1959/1960

### Eindstand RBC in de Nederlandse Eerste divisie B 1959 / 1960
| Stand | Gespeeld | Gewonnen | Gelijk | Verloren | Punten | Doelpunten voor | Doelpunten tegen |
| ----- | -------- | -------- | ------ | -------- | ------ | --------------- | ---------------- |
| 16e   | 32       | 9        | 4      | 19       | 22     | 43              | 67               |

### Topscorers
| #      | Naam              | Goal |
| ------ | ----------------- | ---- |
| 1.     | Kees Vermunt      | 17   |
| 2.     | Kees Cools        | 6    |
| 2.     | Michel Roovers    | 6    |
| 4.     | Adri Roks         | 5    |
| 5.     | René van den Boom | 3    |
| 5.     | Henk van de Ven   | 3    |
| 7.     | Cees van Beers    | 2    |
| 8.     | Piet Villevoye    | 1    |
| Totaal | Totaal            | 43   |

| #      | Naam             | Goal |
| ------ | ---------------- | ---- |
| 1.     | Piet Bruijninckx | 2    |
| 1.     | Kees Vermunt     | 2    |
| 3.     | Cees van Beers   | 1    |
| Totaal | Totaal           | 5    |